# Bande des 600 mètres

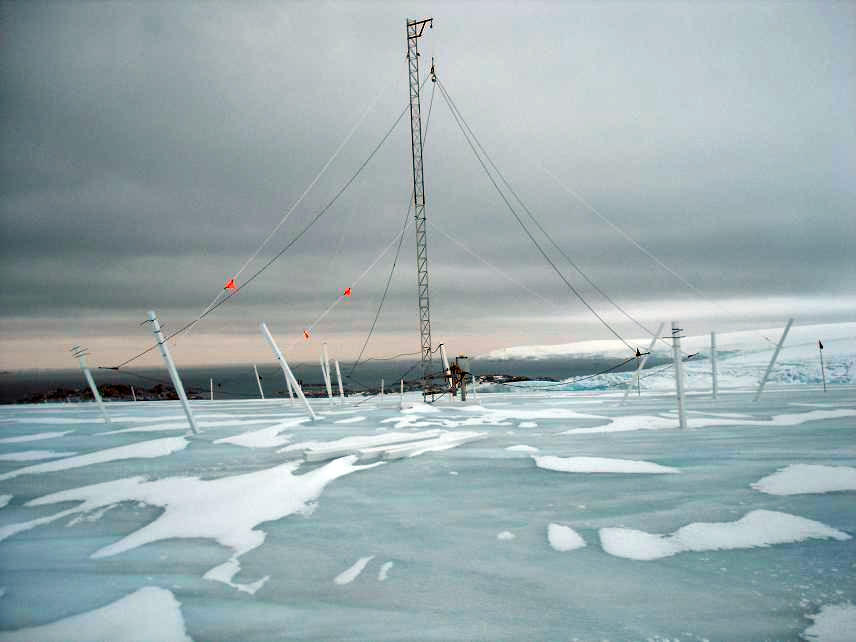
Antenne parapluie.

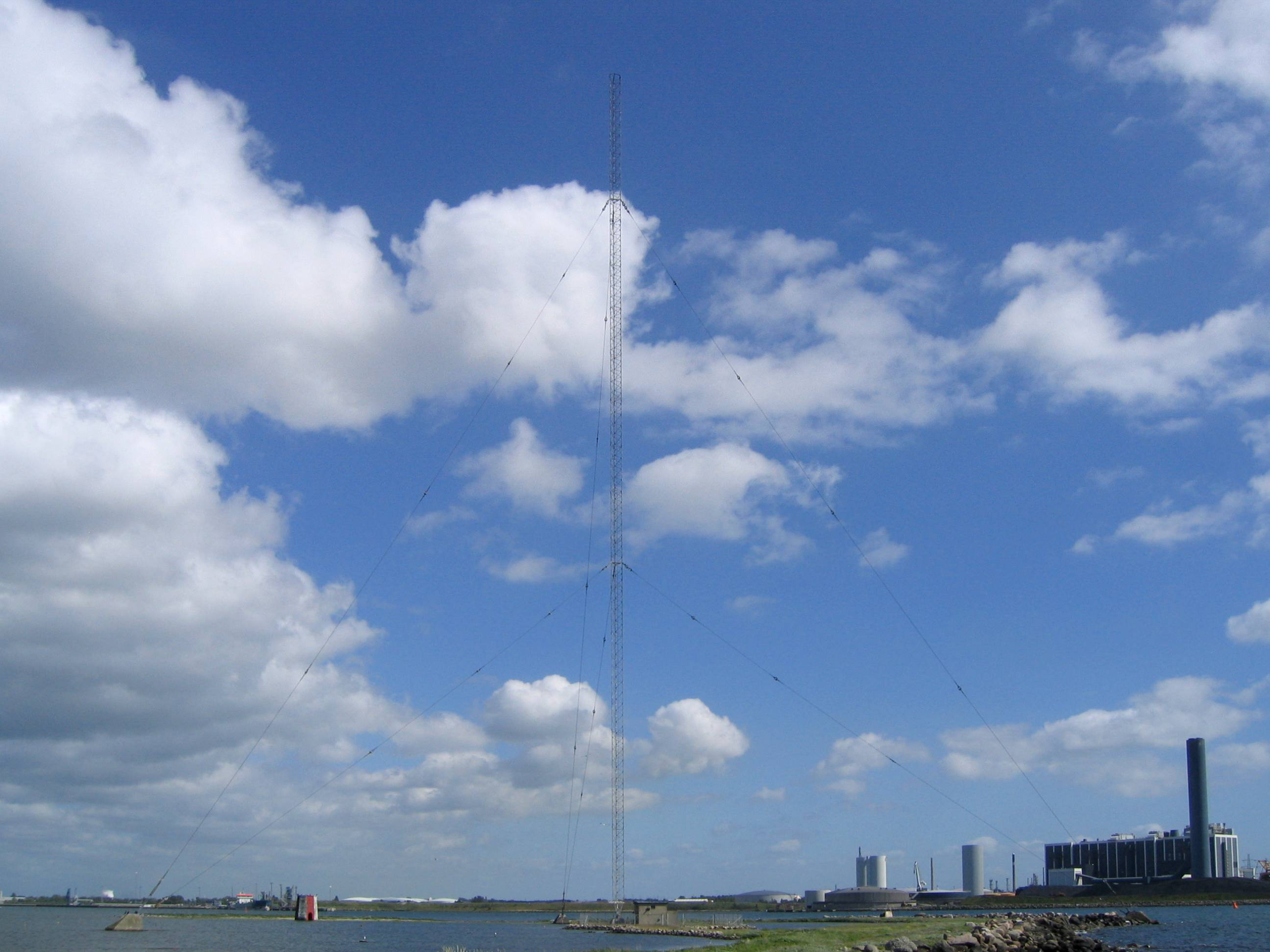
Antenne verticale de 147 mètres

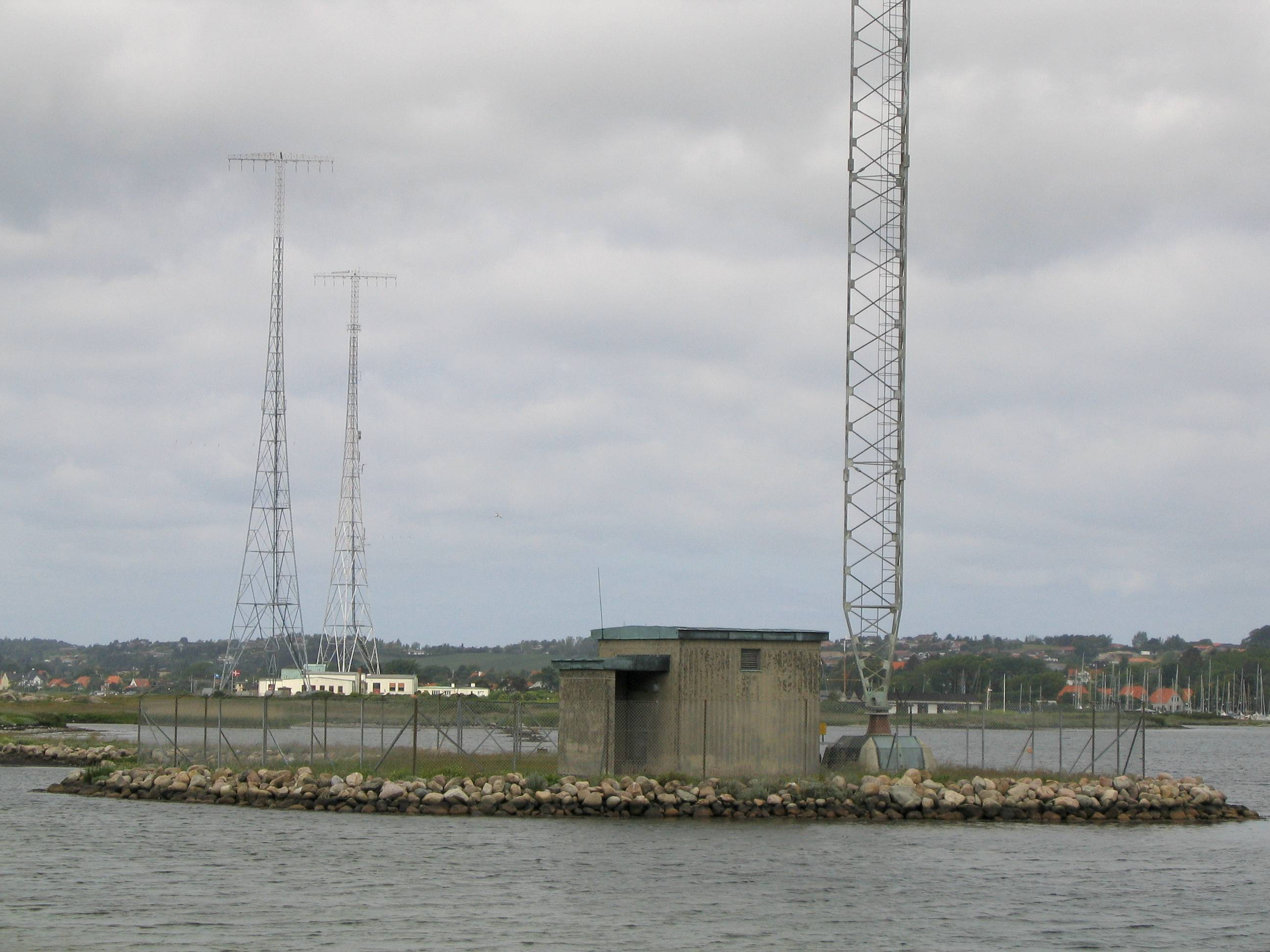
Isolateur de l'antenne verticale

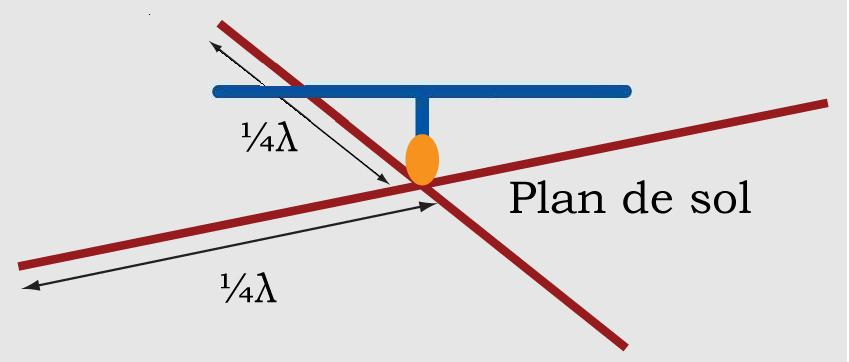
Antenne en T (de couleur bleue) sur un plan de sol en 4 radiants (de couleur rouge).

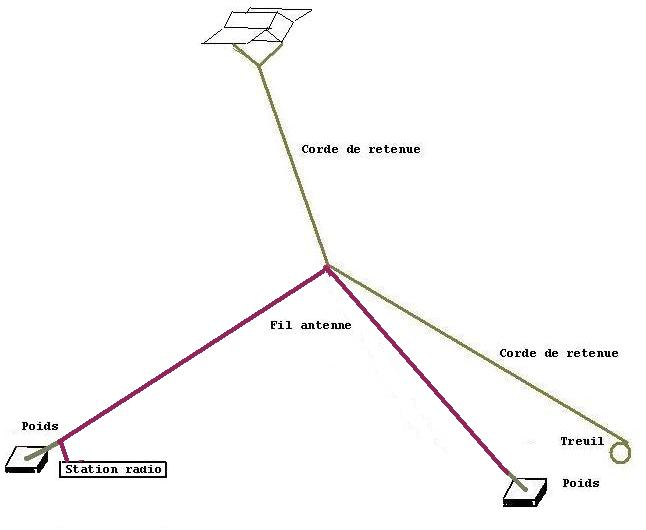
Cerf-volant portant une antenne en L renversé pour les radiocommunications

La bande des 600 mètres désignée aussi par la fréquence 500 kHz du service radioamateur est destinée à établir des radiocommunications de loisir. Le service radioamateur ne doit pas être utilisé dans ces pays : Algérie, Arabie saoudite, Azerbaïdjan, Bahreïn, Biélorussie, Chine, Comores, Djibouti, Égypte, Émirats arabes unis, Russie, Irak, Jordanie, Kazakhstan, Koweït, Liban, Libye, Mauritanie, Oman, Ouzbékistan, Qatar, Syrie, Kirghizistan, Somalie, Soudan, Tunisie et Yémen; car l'utilisation de la bande comprise de 415 kHz à 526,5 kHz est exclusive aux services maritime et aéronautique . 
Cette bande est utilisable pour le trafic radio régional par onde de sol, utilisable pour les radiocommunications (sur terre jusqu'à environ 200 km) indépendamment de l'ionosphère ou (des perturbations de l'ionosphère). Cette bande est utilisable pour le trafic radio interrégional lorsqu’il fait nuit entre le lieu d’émission et de réception.
Cette bande est utilisable pour les systèmes de transmission par le sol des radiocommunications en milieu souterrain, utilisé en spéléologie, en particulier pour les opérations de secours.

## Historique
En France cette  fréquence internationale de détresse et d'appel de 500 kHz (maritime et aéronautique) a fonctionné de 1904 à 1997 avec une veille de détresse jusqu'en 1999. À ce jour, une flotte de navire ou d'aéronef effectuant des liaisons radiotélégraphiques n’a plus d’interconnexion possible avec les stations SMDSM 1999.
- La fréquence 500 kHz de la bande des 600 mètres a été créée par la conférence télégraphique de 1903 puis par la conférence de Berlin de 1906 ( [2] ).
- Il n’y a plus de radiotélégraphiste présent dans les aéronefs français.
- Dans le cadre du SMDSM de 1999, la France interrompt définitivement l'emploi de la radiotélégraphie morse dans les bandes marines depuis les navires français. La fonction d'officier radiotélégraphiste embarqué disparaît alors ( [3] ).
- Depuis 2006, dans quelques pays (pas en France), une bande du service radioamateur est créée entre les fréquences 501 kHz et 510 kHz. Pour manœuvrer une station du service radioamateur il est nécessaire de posséder un  Certificat d'opérateur du service amateur.
- 2008 premier essai du système NAVDAT (Navtex à grande vitesse)
- Depuis 2010, la bande des 600 mètres du service radioamateur 501 kHz à 504 kHz est déjà utilisée en : Allemagne • Belgique • Canada • Danemark • États-Unis • Irlande (pays) • Islande • Norvège • Pays-Bas • République tchèque • Royaume-Uni • Suède ( [4] ). Les limites de la bande sont variables selon les pays.
- Pour l'année 2010, les pays suivants signalent la présences de leurs stations côtières marines et de leur flotte de navires sur 500 kHz ( [5] ). 
Argentine, Arabie saoudite, Azerbaïdjan, Chine, Cameroun, république du Congo, Djibouti, Érythrée, États-Unis, Italie, Indonésie, Irlande, Oman, Pakistan, Roumanie, fédération de Russie, Seychelles, Samoa américaines.
- 2010 Propositions pour la CMR-12.
L'union internationale des radioamateurs IARU fait inclure dans l'ordre du jour de la Conférences Mondiale des radiocommunications de 2012 l'élément suivant :
Attribution de la bande 495 kHz à 510 kHz au service radioamateur à titre secondaire ou primaire [6], afin de mettre au point des systèmes à onde de sol fiables pour les secours en cas de catastrophe et de disposer de fréquences pour des expériences de traitement numérique des signaux[7].
- 2012 La Conférences Mondiale des radiocommunications de 2012 à Genève approuve l'usage exclusif de la bande de fréquence 495 kHz à 505 kHz pour les services maritimes (et donc refuse d'attribuer la bande 495 kHz à 510 kHz au service radioamateur et donne une attribution de la bande 472 à 479 kHz (635,6 mètres à 626,3 mètres) désignée aussi par sa longueur d'onde de 630 mètres [8],[9] au service radioamateur [9]). 
L'utilisation de la bande de fréquences 415 kHz à 526,5 kHz est exclusive aux services maritime et aéronautique en : Algérie, Arabie saoudite, Azerbaïdjan, Bahreïn, Biélorussie, Chine, Comores, Djibouti, Égypte, Émirats arabes unis, Russie, Irak, Jordanie, Kazakhstan, Koweït, Liban, Libye, Mauritanie, Oman, Ouzbékistan, Qatar, Syrie, Kirghizistan, Somalie, Soudan, Tunisie et Yémen. Le service radioamateur ne doit pas être utilisé dans ces pays mentionnés dans la bande de fréquences 415 kHz à 526,5 kHz, et ceci doit être pris en considération par les pays autorisant une telle utilisation.
La fréquence 500 kHz est une fréquence internationale de détresse et d'appel en radiotélégraphie [10] dans la bande de garde comprise entre 495 kHz et 505 kHz, les émissions radio autres que 500 kHz sont interdites [11] et ceci doit être pris en considération par les pays autorisant l'utilisation du service radioamateur.
- Le système NAVDAT est en essai depuis 2008 dans la bande 495 kHz à 505 kHz [12],[13] (Navtex à grande vitesse)

## Utilisation de la fréquence500kHz
La fréquence 500 kHz est la fréquence internationale de détresse et d'appel en radiotélégraphie morse sur ondes hectométriques pour les stations du service mobile maritime et aéronautique . Elle doit être employée pour les appels et le trafic de détresse.
Chaque station équipée d'une station radiotélégraphie morse sur ondes hectométrique est en veille sur 500 kHz et c'est là qu'il sera appelé. Puis les stations conviennent d'une fréquence de dégagement. La communication terminée, la station revient sur 500 kHz.
Depuis le SMDSM 1999, les stations ne sont plus tenues à l'écoute obligatoire du canal 500 kHz (maritime et aéronautique).
Les stations qui font des émissions radiotélégraphiques Morse en bande latérale unique sur la fréquence 500 kHz utilisent à cette fin la bande latérale supérieure. la fréquence 500 kHz est utilisée comme fréquence porteuse.

## Période de silence radio duTemps universel coordonné

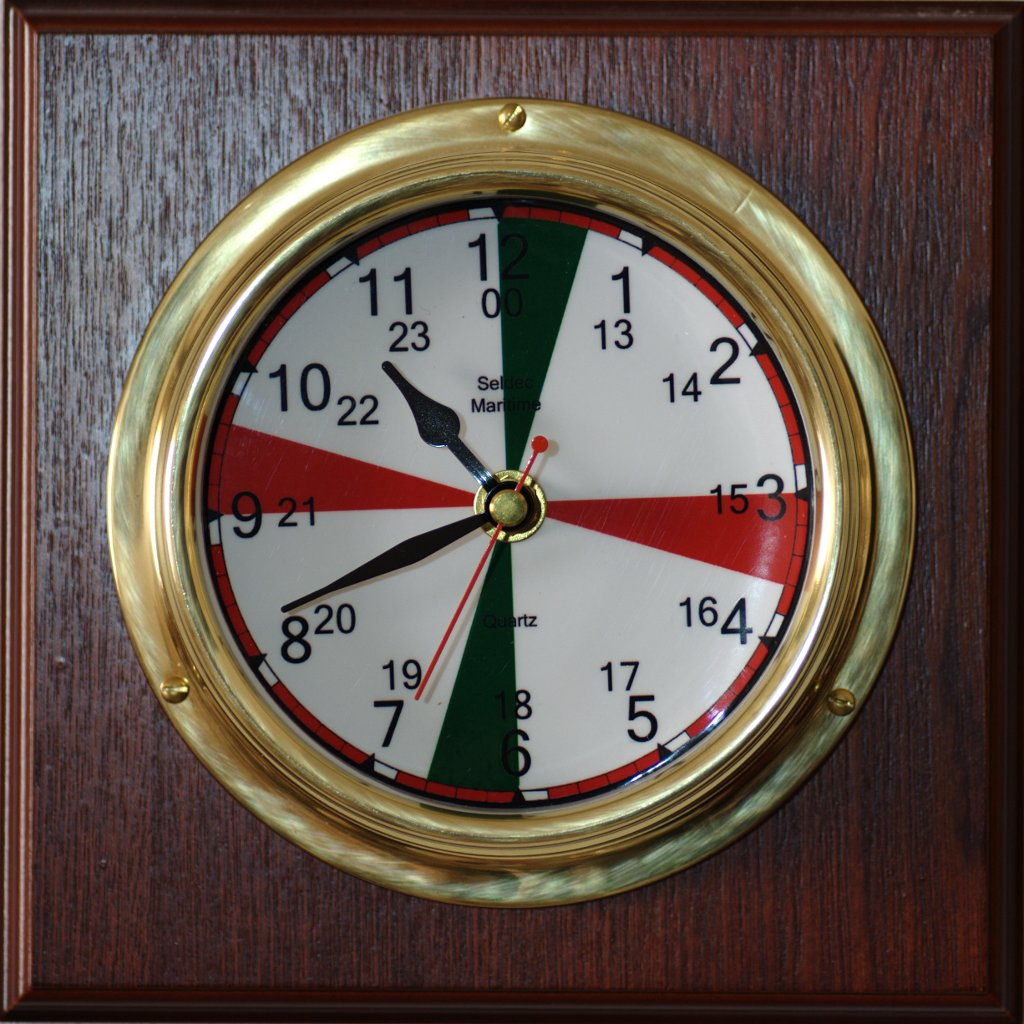
Périodes de silence radio de 3 minutes en Temps universel coordonné. En rouge pour la fréquence 500 kHz.

- Les secteurs de couleur rouge déterminent des périodes de silence radiotélégraphique du Temps universel coordonné.
- Dans les secteurs de couleur rouge, les stations radiotélégraphiques effectuent un silence radio obligatoire de h + 15 à h + 18 et de h + 45 à h + 48 sur la fréquence 500 kHz.
- Dans le monde, depuis 1999. Les émissions doivent cesser dans la bande comprise entre 495 kHz et 505 kHz durant la période des secteurs de couleur rouge[11].
- Dans quelques pays appliquant toujours l'ancienne recommandation, les émissions doivent cesser dans une bande comprise entre 490 kHz et 510 kHz durant la période de silence radio.
- L’appel de routine, de sécurité et d’urgence est autorisé aux heures de h + 18 à h + 44 et de h + 48 à h + 14 avec un dégagement sur une fréquence de travail.
- Les radiocommunications en radiotélégraphie pour la détresse sont libres sur la fréquence 500 kHz.

## Signal de sécurité et vie humaine
Pour la sécurité et vie humaine, la cadence de la manipulation télégraphique est comprise entre 12 et 16 mots par minute. 
Dans l’ordre de priorité :
- Détresse SOS (sauf sur un message de détresse déjà en cours)
- Urgence XXX (sauf sur un message de détresse et sauf sur un message d’urgence déjà en cours)
- Sécurité TTT (sauf sur un message de détresse ou d’urgence et sauf sur un message de sécurité déjà en cours)
- Routine (sauf sur un message en cours)

## Les antennes

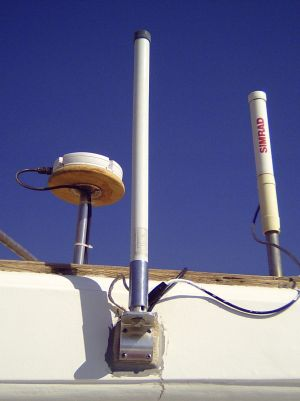
Antenne Navtex (Réception unique) 490 kHz, 518 kHz.

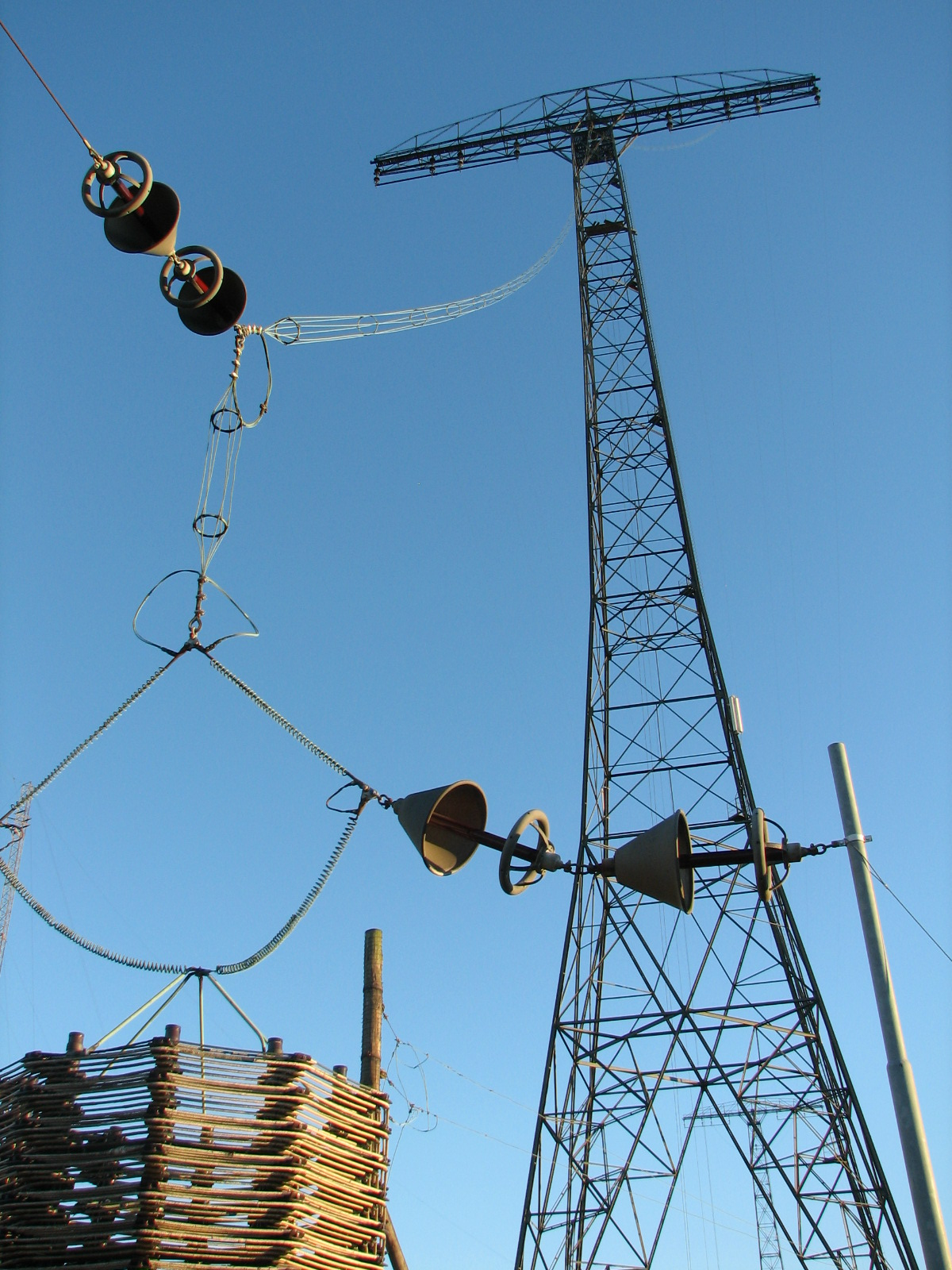
Antenne utilisable pour la bande hectométrique.

Les antennes les plus utilisées sur cette bande:
- Antenne marguerite [15]
- Antenne cadre
- l’antenne Navtex : 490 kHz, 518 kHz, (Réception unique) [16]
- l’antenne en "L"
- Antenne en T
- l’antenne long-fil ou l’antenne "fil"
- l’antenne Beverage
- Antenne fouet à capacité terminale
- Antenne fouet hélicoïdale
- Antenne fouet à bobine (10 watts imput sur 500 kHz arrivant à une antenne verticale de 10 mètres, le tout correctement adapté donne 100 mW ERP)
- Antenne fouet cerf-volant
- L'antenne radioélectrique pour être efficaces est longue d'une demi-onde (de plusieurs centaines de mètres) peut être soutenue par un cerf-volant porte antenne de type stationnaire ou par un ballon porte antenne[17] pour la réception des ondes radioélectriques des basse fréquence et moyenne fréquence.

## Propagation en ondes moyennes
La propagation sur 500 kHz se produit par deux mécanismes entièrement distincts et différents: 
- L'onde de sol.
- L'onde d’espace.

### Onde de sol

La propagation par l'onde de sol sur la surface de la Terre.

Les ondes de sol voyagent à la surface de la Terre (entre le sol et la couche ionisée D de l’atmosphère). L'onde de fréquence 500 kHz se propage régulièrement le jour et avec un léger renforcement la nuit. 
L'atténuation de l’énergie de l’onde de sol est en fonction du carré de la distance, sans tenir compte de la courbure de la terre sur une base kilomètres/watts exponentielle par l'Établissement de l'équation de propagation à partir des équations de Maxwell. La réception diurne par onde de sol des stations marines de 1 kW de 2 000 km est possible sur une mer particulièrement salée (et donc plus conductrice). Dans les mêmes conditions, un signal par onde de sol se propageant sur un terrain rocheux pourrait couvrir à peine 500 km (  ).
Un émetteur de 1 kW sur la longueur d'onde de 600 mètres, donne à 100 km un champ de 20 µV/m sur terrain mauvais conducteur et 800 µV/m sur terrain bon conducteur (  ). 
- Essai et mesures avec un émetteur à étincelles et des récepteurs à détecteur magnétique et à détecteur électrolytique et avec le fameux poste galène ([20]).
- La réception à une portée de 60 km dans le desert
- La réception à une portée de 250 km sur un sol normal (ni sec ni marécageux)
- La réception à une portée de 1 000 km sur une mer

Portée de l'onde de sol en fonction de la puissance rayonnée sur la longueur d'onde de 600 mètres
| Puissance rayonnée | Portée sur mer | Portée sur terrain |
| ------------------ | -------------- | ------------------ |
| 0,1 W              | 60 km          | 30 km              |
| 1 W                | 100 km         | 50 km              |
| 10 W               | 200 km         | 100 km             |
| 100 W              | 500 km         | 300 km             |
| 1 000 W            | 1 000 km       | 500 km             |

### Onde d’espace

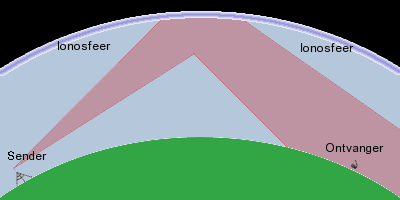
La propagation par onde réfléchie entre ciel et terre.

- Dans la journée, l’onde d’espace est totalement absorbée par l’ionosphère.
- De nuit, on rencontre en partant de l’émetteur une zone de réception par onde de sol, une zone de silence, une zone de réception indirecte, une zone de silence, une zone de réception indirecte, une zone de silence et ainsi de suite. L’énergie radiofréquence est réfléchie par les couches de l'ionosphère. Ces réflexions successives entre la mer (ou le sol) et les couches de l'ionosphère permette de liaisons radiotélégraphique intercontinentales nocturnes pour l’opérateur radio d’une station correctement équipé et informé. Beaucoup de radiotélégraphistes, dans de nombreuses parties du monde, ont capté des stations de nombreux pays dans les années passées.

### Onde de sol et onde d’espace
- Dans la journée, l’onde d’espace du signal est totalement absorbée par la partie basse de l’ionosphère et une réception stable des stations s’établissent par onde de sol.
- Quand l’absorption de l’onde d’espace commence à disparaître aux environs du crépuscule, un taux significatif de l’onde d’espace commence à revenir sur la mer (ou le sol), loin de l’émetteur. Aux endroits où l'onde de sol et d’espace sont présentes c'est la zone de fading. L’interférence de ces deux signaux produit une distorsion et un fading sévère à la réception : instables en amplitude et en phase. Ce fading peut être régulier, irrégulier, lent, rapide, sélectif ou déformant.
- Ainsi des stations reçues avec un signal clair et puissant le jour, développent un fading prononcé et caractéristique à partir du crépuscule.

### Sources
- Manuel à l’usage des services mobile maritime
- Nomenclature des stations côtières 2017
- Conférence de Berlin de 1906.
- Les livres écrits par Camille Tissot.
- (en) Convention internationale radiotélégraphique USA 1914
- (en) Convention de Londres de 1912.